# マーリン (小惑星)
マーリン (2598 Merlin) は、小惑星帯に位置する小惑星である。 エドワード・ボーエルがアリゾナ州のローウェル天文台アンダーソン・メサ観測所で発見した。
ヨーロッパ中世の伝説上のブリテン島の魔術師、マーリンに因んで名付けられた。